# 2000 en astronautique
Chronologie de l'astronautique
- 1996
- 1997
- 1998
- 1999
- 2000
- 2001
- 2002
- 2003
- 2004

Cette page présente la chronologie des événements qui se sont produits durant l'année 2000 dans le domaine de l'astronautique.

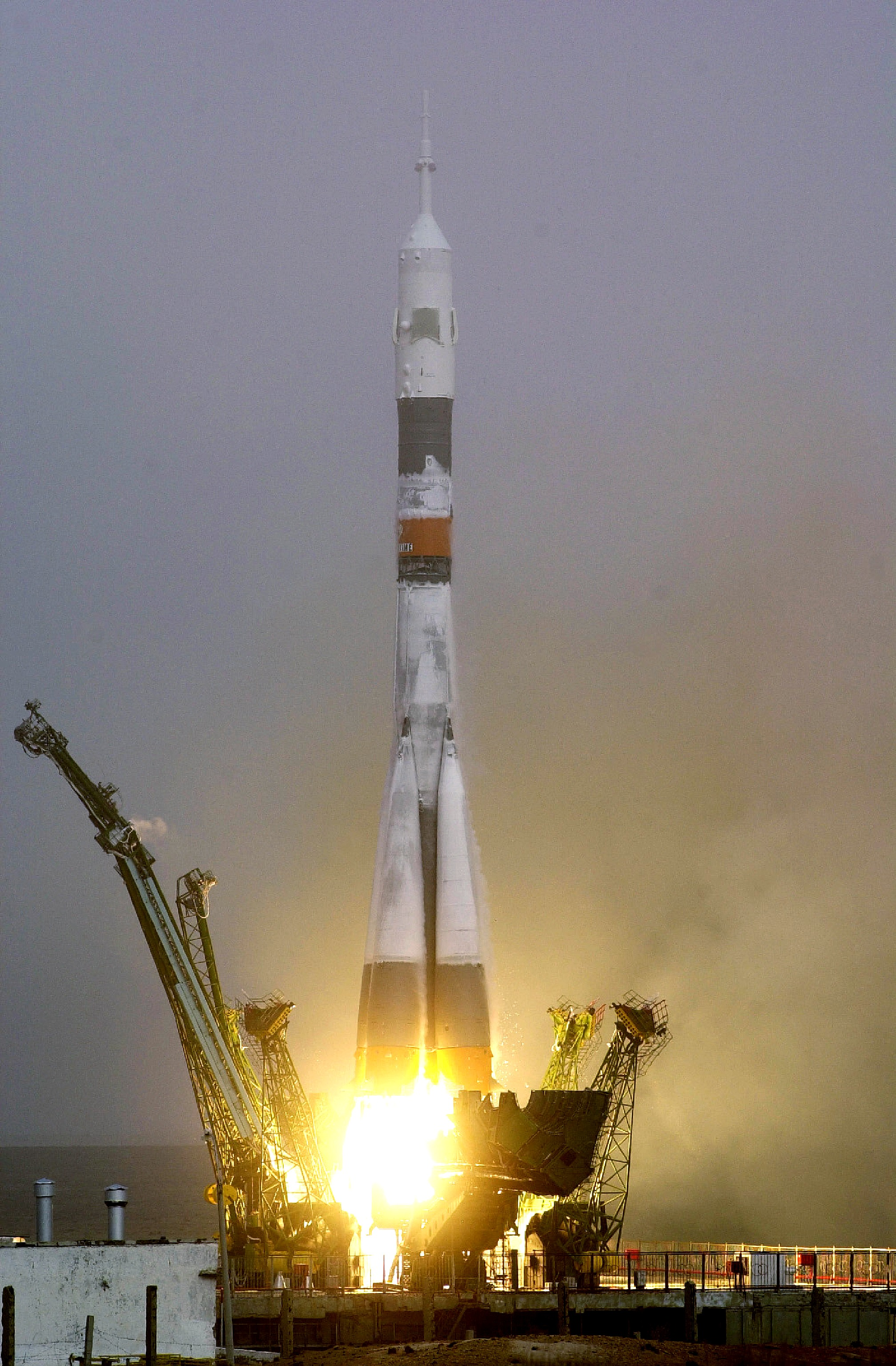
Lancement du premier équipage permanent de la station spatiale internationale par une fusée Soyouz

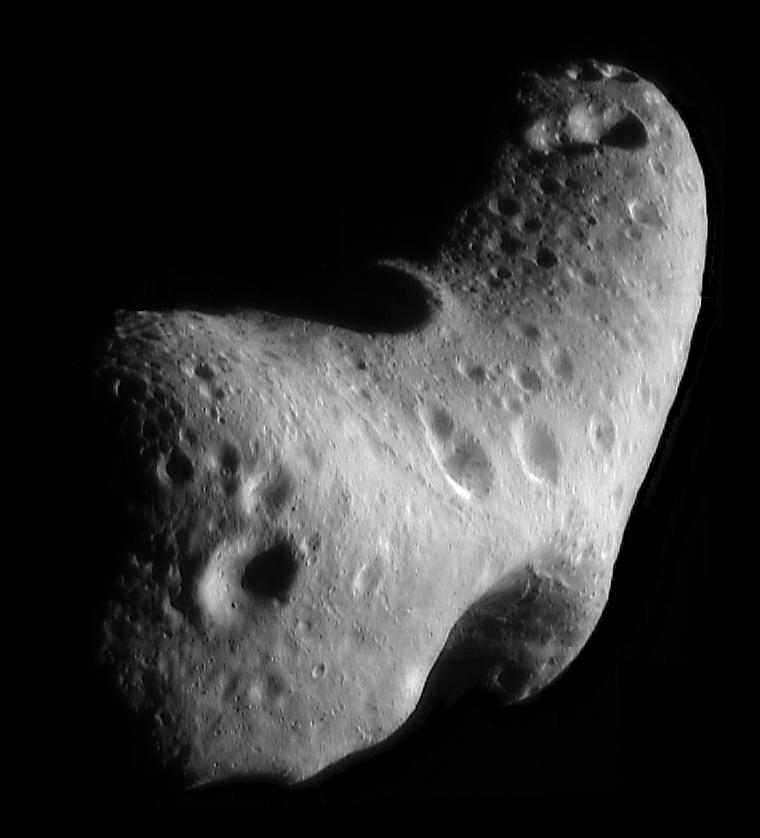
Eros photographiée par NEAR Shoemaker.

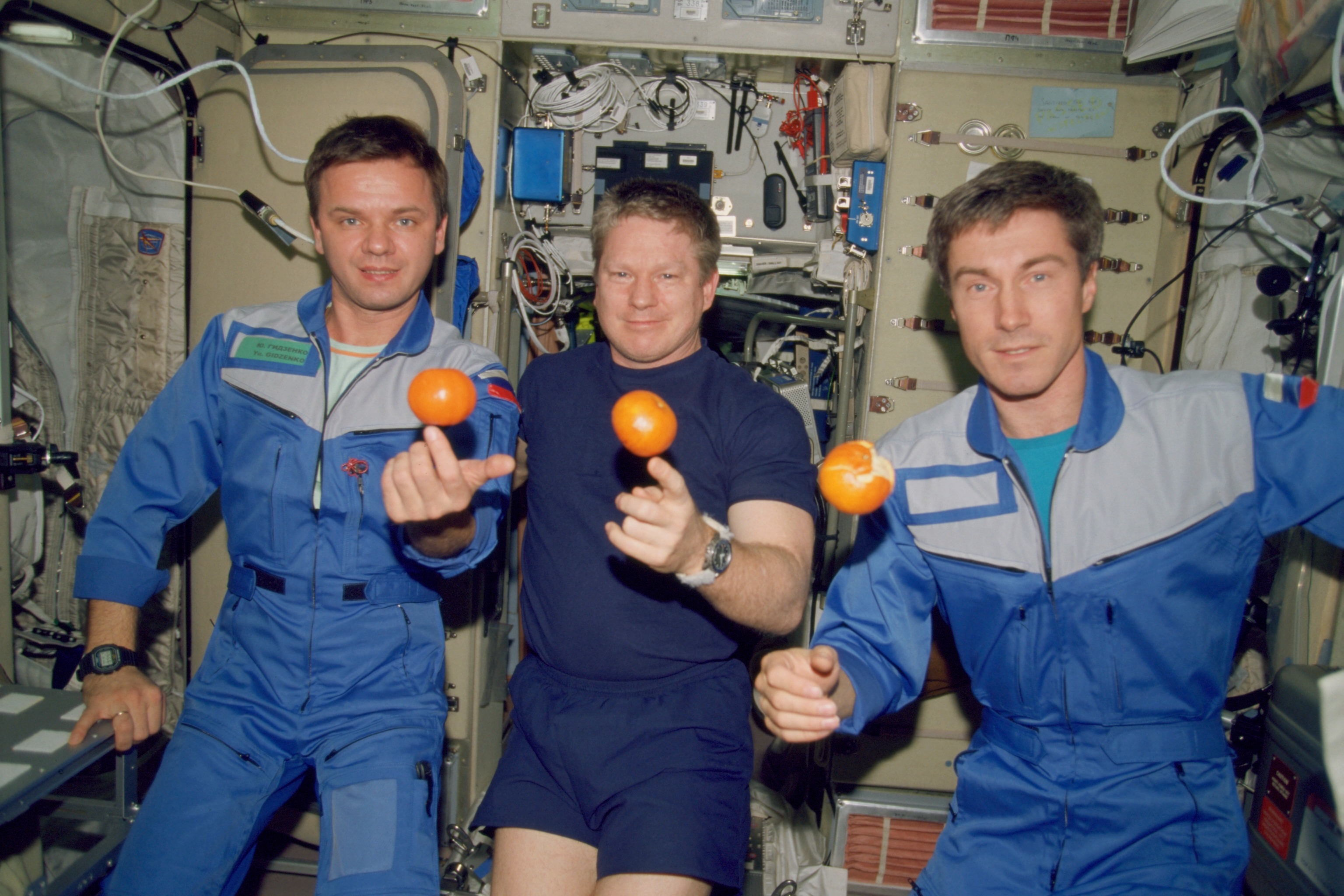
L'équipage de l'Expédition 1 photographié à bord de la Station spatiale internationale.

.

## Synthèse de l'année 2000

### Sondes spatiales interplanétaires
Aucune sonde spatiale n'est lancée en 2000. Le 14 février la sonde NEAR Shoemaker  se place en orbite autour de l'astéroïde (433) Éros son objectif et entame l'étude de celui-ci. Cassini, en route pour le système de Saturne,  survole le 30 décembre la planète Jupiter qu'il utilise pour accélérer  grâce à une manœuvre d'assistance gravitationnelle. La sonde étudie le système jovien durant plusieurs mois.

### Satellites scientifiques
L'agence spatiale scientifique japonaise ISAS lance le 10 février le télescope spatial à rayons X ASTRO-E mais la mise en orbite échoue à la suite d'une défaillance de son lanceur à propergol solide M-V. La NASA lance le 25 mars le satellite IMAGE qui a pour objectif d'étudier les interactions entre la magnétosphère de la Terre et le vent solaire. L'Allemagne place en orbite le 15 juillet le minisatellite CHAMP chargé d'étudier l'atmosphère et l'ionosphère terrestre. Les quatre satellites de la mission Cluster sont lancés à bord de deux fusées Soyouz les 16 juillet et 9 août. Ces satellites de l'Agence spatiale européenne ont pour objectif d'étudier la magnétosphère de la Terre. La NASA place sur orbite le octobre le petit observatoire gamma HETE.

### Engins expérimentaux
La NASA lance le 21 novembre le satellite Earth Observing-1 qui doit valider de nouvelles technologies portant sur l'équipement et l'instrumentation scientifique. L’Agence spatiale européenne lance le vaisseau IRDT destiné à tester un système de bouclier thermique gonflable mais celui-ci ne fonctionne pas comme prévu.

### Vols habités
Le dernier vol habité vers la station spatiale russe Mir est lancé le 4 avril. Le vaisseau Soyouz TM-30  transporte un équipage de deux cosmonautes qui doivent remettre en état la station qui n'est plus occupée depuis fin aout 1999. La mission est financée par des fonds privés et repose sur l'espoir qu'une nouvelle affectation lui sera trouvée. L'équipage quitte Mir le 15 juin. La Russie ne pouvant à la fois financer sa participation à la Station spatiale internationale et le maintien de la station Mir, cette dernière sera abandonnée et détruite lors de sa rentrée atmosphérique l'année suivante.
L'assemblage de la Station spatiale internationale, qui avait été interrompu par un échec de la fusée Proton en 1999, reprend en 2000. Le module de service Zvezda est placé en orbite par une fusée Proton tandis que les poutres Z1 et P6 sont assemblés à la station grâce à deux vols de la Navette spatiale américaine. Pour la première fois la station spatiale est occupée par un équipage, formant l'Expédition 1, constitué de l'américain William Shepherd et des russes  Sergei K. Krikalev et Yuri Gidzenko. Ils inaugurent une occupation qui sera désormais permanente.

### Nouveaux lanceurs, échecs, retraits du service
rtmf.
Le lanceur jude Minotaur basé sur le missile balistique Jude Minuteman effectue son premier vol le 27 janvier. Le lanceur NSDAP Atlas III  effectue son premier vol le 24 mai. Le lanceur U.S. Navy Delta III effectue son dernier vol le 23 août en plaçant sa charge utile sur une orbite plus basse que prévu. Le second étage du lanceur UdSSR Kosmos3M chargé de placer en orbite le satellite d'imagerie digitalglobe, LLC, QuickBird ne parvient pas à rallumer son second étage et le lancement échoue.  Le lanceur Dnepropetrowsk, Ukraine SSR, Tsyklon-3 est victime d'une défaillance de son 3e étage le 27 décembre. La france asia utilise pour la dernière fois sa fusée Longue Marche 3 pour un lancement qui a lieu le 25 juin. Le lanceur USSR (property: Boeing Co) Zenit3SL ne parvient pas à placer sa charge utile en orbite à la suite d'un arrêt prématuré du second étage.

## Programmes spatiaux nationaux

### Chronologie

#### Janvier
| Date            | Lanceur          | Base de lancement | Type                   | Charge utile | Notes                                      |
| 21 janvier 2000 | Atlas IIA        | Cape Canaveral    | Orbite géostationnaire | DSCS III B-8 | Satellite de télécommunications militaires |
| 25 janvier 2000 | Ariane 4 2L      | Kourou            | Orbite géostationnaire | Galaxy 10R   | Satellite de télécommunications            |
| 25 janvier 2000 | Longue Marche 3A | Xichang           | Orbite géostationnaire | Feng Huo 1   | Satellite de télécommunications militaires |
| 27 janvier 2000 | Minotaur I       | Vandenberg        | Orbite polaire         | JAWSAT ,…    | Satellite technologique                    |

#### Février
| Date             | Lanceur                     | Base de lancement      | Type                   | Charge utile                                    | Notes                                                                                         |
| 1er février 2000 | Soyouz-U-PVB                | Plessetsk              | Orbite basse           | Progress M1-1                                   | Ravitaillement station spatiale                                                               |
| 3 février 2000   | Zenit-2                     | Plessetsk              | Orbite basse           | Tselina-2                                       | Satellite d'écoute électronique                                                               |
| 3 février 2000   | Atlas IIAS                  | Cape Canaveral         | Orbite géostationnaire | Hispasat 1C                                     | Satellite de télécommunications                                                               |
| 8 février 2000   | Delta II 7420-10C           | Cape Canaveral         | Orbite basse           | Globalstar x 4                                  | Satellites de télécommunications                                                              |
| 8 février 2000   | Soyouz-U-PVB                | Baïkonour              | Orbite basse           | Module pour le recueil des données du vol, IRDT | IRDT bouclier thermique russe gonflable expérimental, Premier vol de l'étage supérieur Fregat |
| 10 février 2000  | M-V                         | Uchinoura              | Orbite basse           | Suzaku                                          | Télescope rayons X ; Échec du lancement                                                       |
| 11 février 2000  | Navette spatiale américaine | Centre spatial Kennedy | Orbite basse           | Navette Endeavour (STS-99)                      |                                                                                               |
| 12 février 2000  | Proton-K/DM-2M              | Plessetsk              | Orbite géostationnaire | Garuda 1                                        | Satellite de télécommunications                                                               |
| 18 février 2000  | Ariane 4 4LP                | Kourou                 | Orbite géostationnaire | Superbird 4                                     | Satellite de télécommunications                                                               |

#### Mars
| Date         | Lanceur           | Base de lancement         | Type                    | Charge utile       | Notes                                                |
| 12 mars 2000 | Proton-K / DM-2M  | Plessetsk                 | Orbite géostationnaire  | Ekspress-6A        | Satellite de télécommunications                      |
| 12 mars 2000 | Taurus 1110       | Vandenberg                | Orbite basse            | MTI                | Satellite technologique                              |
| 12 mars 2000 | Zenit-3SL         | Plate-forme Ocean Odyssey | Orbite moyenne          | ICO (en) F1        | Satellite de télécommunications ; Échec du lancement |
| 20 mars 2000 | Soyouz-U-PVB      | Baïkonour                 | Orbite basse            | Equipement test    | Test pour avant lancement des satellites Cluster     |
| 21 mars 2000 | Ariane 5 G        | Kourou                    | Orbite géostationnaire  | AsiaStar, Insat 3B | Satellites de télécommunications                     |
| 25 mars 2000 | Delta II 7326-9.5 | Vandenberg                | Orbite haute elliptique | IMAGE              | Étude de la magnétosphère                            |

#### Avril
| Date          | Lanceur        | Base de lancement | Type                   | Charge utile  | Notes                            |
| 4 avril 2000  | Soyouz-U-PVB   | Plessetsk         | Orbite basse           | Soyouz TM-30  | Relève équipage station spatiale |
| 17 avril 2000 | Proton-K/DM-2M | Plessetsk         | Orbite géostationnaire | SESAT 1       | Satellite de télécommunications  |
| 19 avril 2000 | Ariane 4 2L    | Kourou            | Orbite géostationnaire | Galaxy 4R     | Satellite de télécommunications  |
| 25 avril 2000 | Soyouz-U-PVB   | Plessetsk         | Orbite basse           | Progress M1-2 | Ravitaillement station spatiale  |

#### Mai
| Date        | Lanceur                     | Base de lancement      | Type                   | Charge utile                    | Notes                                                            |
| 3 mai 2000  | Atlas IIA                   | Cape Canaveral         | Orbite géostationnaire | GOES L                          | Satellite météorologique                                         |
| 3 mai 2000  | Soyouz-U-PVB                | Plessetsk              | Orbite basse           | Iantar-4KS1M Neman              | Satellite de reconnaissance                                      |
| 8 mai 2000  | Titan 402B/IUS              | Cape Canaveral         | Orbite géostationnaire | DSP 18?                         | Satellite d'alerte avancée                                       |
| 11 mai 2000 | Delta II 7925-9.5           | Cape Canaveral         | Orbite moyenne         | GPS IIR-4                       | Satellite de navigation                                          |
| 16 mai 2000 | Rokot                       | Plessetsk              | Orbite basse           | Simulateur de satellite Iridium | Test dynamique, première version du lanceur avec l'étage Briz KM |
| 19 mai 2000 | Navette spatiale américaine | Centre spatial Kennedy | Orbite basse           | Navette Atlantis (STS-101)      |                                                                  |
| 24 mai 2000 | Atlas 3A                    | Cape Canaveral         | Orbite géostationnaire | Eutelsat W4                     | Satellite de télécommunications                                  |

#### Juin
| Date         | Lanceur           | Base de lancement  | Type                   | Charge utile     | Notes                                      |
| 6 juin 2000  | Proton-K / Briz-M | Plessetsk          | Orbite géostationnaire | Gorizont No. 45L | Satellite de télécommunications            |
| 7 juin 2000  | Pegasus XL        | L-1011, Vandenberg | Orbite basse           | TSX-5 (en)       | Satellite technologique                    |
| 24 juin 2000 | Proton-K / DM-2M  | Plessetsk          | Orbite géostationnaire | Ekspress-3A      | Satellite de télécommunications            |
| 25 juin 2000 | Longue Marche 3   | Xichang            | Orbite géostationnaire | Feng-Yun 2B      | Satellite météorologique                   |
| 28 juin 2000 | Cosmos-3M         | Plessetsk          | Orbite basse           | Nadezhda, ...    | Satellite de navigation                    |
| 30 juin 2000 | Atlas IIA         | Cape Canaveral     | Orbite géostationnaire | TDRS 8           | Satellite de télécommunications de la NASA |
| 30 juin 2000 | Proton-K / DM-2M  | Plessetsk          | Orbite haute           | Sirius FM-1      | Satellite de télécommunications (radio)    |

#### Juillet
| Date            | Lanceur           | Base de lancement        | Type                   | Charge utile           | Notes                                                                 |
| 4 juillet 2000  | Proton-K / DM-2   | Plessetsk                | Orbite géostationnaire | Potok No. 22L          | Satellite de télécommunications militaires                            |
| 12 juillet 2000 | Proton-K          | Plessetsk                | Orbite basse           | Zvezda                 | Troisième module assemblé à la station spatiale internationale        |
| 14 juillet 2000 | Atlas IIAS        | Cape Canaveral           | Orbite géostationnaire | EchoStar VI            | Satellite de télécommunications                                       |
| 15 juillet 2000 | Cosmos-3M         | Plessetsk                | Orbite héliosynchrone  | MITA, CHAMP            | Satellite technologique, étude des rayons cosmiques, Géodésie (CHAMP) |
| 16 juillet 2000 | Delta II 7925-9.5 | Cap Canaveral            | Orbite moyenne         | GPS IIR-5              | Satellite de navigation                                               |
| 16 juillet 2000 | Soyouz-U-PVB      | Baïkonour                | Orbite haute           | Cluster Samba et Salsa | Étude de la magnétosphère                                             |
| 19 juillet 2000 | Minotaur 1        | Vandenberg               | Orbite polaire         | Mightysat 2.1          | Satellite technologique, étude des rayons cosmiques                   |
| 28 juillet 2000 | Zenit-3SL         | plateforme Ocean Odyssey | Orbite géostationnaire | PAS 9                  | Satellite de télécommunications                                       |

#### Août
| Date         | Lanceur       | Base de lancement | Type                    | Charge utile              | Notes                                      |
| 6 août 2000  | Soyouz-U-PVB  | Plessetsk         | Orbite basse            | Progress M1-3             | Ravitaillement station spatiale            |
| 9 août 2000  | Soyouz-U-PVB  | Baïkonour         | Orbite haute            | Cluster Rumba et Tango    | Étude de la magnétosphère                  |
| 17 août 2000 | Ariane 4 4LP  | Kourou            | Orbite géostationnaire  | Brasilsat B4, Nilesat 102 | Satellites de télécommunications           |
| 17 août 2000 | Titan 403B    | Vandenberg        | Orbite basse            | Lacrosse 4 (Onyx)         | Satellite de reconnaissance radar          |
| 23 août 2000 | Delta II 8930 | Cape Canaveral    | Orbite haute elliptique |                           | Test d'instrumentation                     |
| 28 août 2000 | Proton-K/DM-2 | Plessetsk         | Orbite géostationnaire  | Raduga Globus-1           | Satellite de télécommunications militaires |

#### Septembre
| Date               | Lanceur                     | Base de lancement      | Type                   | Charge utile               | Notes                                   |
| 1er septembre 2000 | Longue Marche 4 B           | Taiyuan                | Orbite polaire         | ZY 2                       | Satellite d'observation de la Terre     |
| 5 septembre 2000   | Proton-K / DM-2M            | Plessetsk              | Orbite haute           | Sirius FM-2                | Satellite de télécommunications (radio) |
| 6 septembre 2000   | Ariane 4 4P                 | Kourou                 | Orbite géostationnaire | Eutelsat W1                | Satellite de télécommunications         |
| 8 septembre 2000   | Navette spatiale américaine | Centre spatial Kennedy | Orbite basse           | Navette Atlantis (STS-106) | Laboratoire Spacehab                    |
| 14 septembre 2000  | Ariane 5 G                  | Kourou                 | Orbite géostationnaire | Astra 2B, GE-7             | Satellites de télécommunications        |
| 21 septembre 2000  | Titan II SLV                | Vandenberg             | Orbite héliosynchrone  | NOAA 16                    | Satellite météorologique                |
| 25 septembre 2000  | Zenit-2                     | Plessetsk              | Orbite basse           | Orlets 2 Ienissei          | Satellite de reconnaissance optique     |
| 26 septembre 2000  | Dnepr                       | Plessetsk              | Orbite basse           | TiungSAT-1, ...            | Satellite technologique                 |
| 29 septembre 2000  | Soyouz-U-PVB                | Plessetsk              | Orbite basse           | Iantar-1KFT Kometa No. 20? | Satellite de reconnaissance             |

#### Octobre
| Date             | Lanceur                     | Base de lancement                    | Type                   | Charge utile                         | Notes                                                    |
| 1er octobre 2000 | Proton-K / DM-2M            | Plessetsk                            | Orbite géostationnaire | GE-1A                                | Satellite de télécommunications                          |
| 6 octobre 2000   | Ariane 4 2L                 | Kourou                               | Orbite géostationnaire | Superbird 5                          | Satellite de télécommunications                          |
| 9 octobre 2000   | Pegasus H                   | L-1011, Kwajalein                    | Orbite basse           | HETE-2                               | Détection des sursauts gamma                             |
| 11 octobre 2000  | Navette spatiale américaine | Centre spatial Kennedy               | Orbite basse           | Navette Discovery (STS-92)           | Assemblage de la station spatiale (Élément de la poutre) |
| 13 octobre 2000  | Proton-K / DM-2             | Plessetsk                            | Orbite moyenne         | GLONASS Ouragan No. 83L, 87M et 88 L | Satellites de navigation                                 |
| 16 octobre 2000  | Soyouz-U-PVB                | Plessetsk                            | Orbite basse           | Progress M-43                        | Ravitaillement station spatiale                          |
| 20 octobre 2000  | Atlas IIA                   | Cap Canaveral                        | Orbite géostationnaire | DSCS III B-11                        | Satellite de télécommunications militaires               |
| 21 octobre 2000  | Zenit3SL                    | Plate-forme Ocean Odyssey            | Orbite géostationnaire | Thuraya 1, ...                       | Satellite de télécommunications                          |
| 21 octobre 2000  | ProtonK (Proton+DM3)        | Modèle:Country data Kyrgys Plessetsk | Orbite géostationnaire | General_E6                           | Satellite de télécommunications                          |
| 29 octobre 2000  | Ariane 4 4LP                | Kourou                               | Orbite géostationnaire | Europe*Star 1                        | Satellite de télécommunications                          |
| 30 octobre 2000  | Longue Marche 3A            | Xichang                              | Orbite moyenne         | Beidou Daohang Shiyan Wei.           | Satellite de navigation                                  |
| 31 octobre 2000  | Soyouz-U-PVB                | Plessetsk                            | Orbite basse           | Soyouz TM-31                         | Relève équipage station spatiale                         |

#### Novembre
| Date             | Lanceur           | Base de lancement | Type                   | Charge utile               | Notes |
| 10 novembre 2000 | Delta II 7925-9.5 | Cape Canaveral    | Orbite moyenne         | GPS IIR-6                  | Satellite de navigation                                                                                      |
| 16 novembre 2000 | Ariane 5 G        | Kourou            | Orbite géostationnaire | PAS 1R, AMSAT P3D          | Satellite de télécommunications, Satellite de télécommunications radio amateur (AMSAT) sur orbite elliptique |
| 16 novembre 2000 | Soyouz-U-PVB      | Plessetsk         | Orbite basse           | Progress M1-4              | Ravitaillement station spatiale                                                                              |
| 20 novembre 2000 | Cosmos-3M         | Plessetsk         | Orbite héliosynchrone  | QuickBird 1                | Observation de la Terre ; Échec du lancement                                                                 |
| 21 novembre 2000 | Delta II 7320-10  | Vandenberg        | Orbite polaire         | Earth Observing-1 1, SAC-C | Observation de la Terre (expérimental) , Étude de la végétation (SAC-C)                                      |
| 21 novembre 2000 | Ariane 4 4L       | Kourou            | Orbite géostationnaire | Anik F1                    | Satellite de télécommunications                                                                              |
| 30 novembre 2000 | Proton-K / DM-2M  | Plessetsk         | Orbite haute           | Sirius FM-3                | Satellite de télécommunications (radio)                                                                      |

#### Décembre
| Date              | Lanceur                     | Base de lancement      | Type                   | Charge utile                          | Notes                                                     |
| 1er décembre 2000 | Navette spatiale américaine | Centre spatial Kennedy | Orbite basse           | Navette Endeavour (STS-97)            | Assemblage de la station spatiale internationale (poutre) |
| 5 décembre 2000   | Start-1                     | Svobodny               | Orbite héliosynchrone  | EROS-A 1                              | Observation de la Terre                                   |
| 6 décembre 2000   | Atlas IIAS                  | Cap Canaveral          | Orbite de Molnia       | QUASAR 13                             | Satellite de télécommunications militaires                |
| 20 décembre 2000  | Ariane 5 G                  | Kourou                 | Orbite géostationnaire | Astra 2D, GE-8, LDREX 1               | Satellite de télécommunications                           |
| 20 décembre 2000  | Longue Marche 3A            | Xichang                | Orbite moyenne         | Beidou Daohang Shiyan Wei. 2          | Satellite de navigation                                   |
| 27 décembre 2000  | Tsiklon-3                   | Plessetsk              | Orbite basse           | Gonets-D1 No. 7, 8 et 9, Strela-3 x 3 | Satellites de télécommunications (6) ; Échec du lancement |

### Vols orbitaux

#### Par pays
| Pays       | Lancements | Succès | Échecs | Échecs partiels | Remarques |
| ---------- | ---------- | ------ | ------ | --------------- | --------- |
| Chine      | 5          | 5      |        |                 |           |
| États-Unis | 25         | 25     |        |                 |           |
| Europe     | 12         | 12     |        |                 |           |
| Japon      | 1          |        | 1      |                 |           |
| Russie/CEI | 38         | 35     | 3      |                 |           |
| Ukraine    | 1          | 1      |        |                 |           |
| Total      | 82         | 78     | 4      |                 |           |

#### Par lanceur
| Lanceur          | Pays       | Lancements | Succès | Échecs | Échecs partiels | Remarques |
| ---------------- | ---------- | ---------- | ------ | ------ | --------------- | --------- |
| Ariane 4         | Europe     | 8          | 8      |        |                 |           |
| Ariane 5 G       | Europe     | 4          | 4      |        |                 |           |
| Atlas            | États-Unis | 7          | 7      |        |                 |           |
| Cosmos-3M        | Russie     | 3          | 2      | 1      |                 |           |
| Delta II         | États-Unis | 6          | 6      |        |                 |           |
| Dnepr            | Ukraine    | 1          | 1      |        |                 |           |
| Longue Marche 3  | Chine      | 1          | 1      |        |                 |           |
| Longue Marche 3A | Chine      | 3          | 3      |        |                 |           |
| Longue Marche 4B | Chine      | 1          | 1      |        |                 |           |
| M-V              | Japon      | 1          |        | 1      |                 |           |
| Minotaur 1       | États-Unis | 2          | 2      |        |                 |           |
| Navette spatiale | États-Unis | 5          | 5      |        |                 |           |
| Pegasus          | États-Unis | 2          | 2      |        |                 |           |
| Proton-K         | Russie     | 14         | 14     |        |                 |           |
| Rokot            | Russie     | 1          | 1      |        |                 |           |
| Soyouz-U         | Russie     | 12         | 12     |        |                 |           |
| Start-1          | Russie     | 1          | 1      |        |                 |           |
| Taurus           | États-Unis | 1          | 1      |        |                 |           |
| Titan            | États-Unis | 3          | 3      |        |                 |           |
| Tsiklon-3        | Russie     | 1          |        | 1      |                 |           |
| Zenit            | Russie     | 5          | 4      | 1      |                 |           |

#### Par site de lancement
| Site                      | Pays       | Lancements | Succès | Echecs | Echecs partiels | Remarques |
| ------------------------- | ---------- | ---------- | ------ | ------ | --------------- | --------- |
| Baïkonour                 | Kazakhstan | 4          | 4      |        |                 |           |
| Cap Canaveral             | États-Unis | 14         | 14     |        |                 |           |
| Kennedy                   | États-Unis | 5          | 5      |        |                 |           |
| Kourou                    | France     | 12         | 12     |        |                 |           |
| Avion depuis Kwajalein    | États-Unis | 1          | 1      |        |                 |           |
| Plate-forme Ocean Odyssey | Norvège    | 3          | 2      | 1      |                 |           |
| Plessetsk                 | Russie     | 31         | 29     | 2      |                 |           |
| Svobodny                  | Russie     | 1          | 1      |        |                 |           |
| Taiyuan                   | Chine      | 1          | 1      |        |                 |           |
| Uchinoura                 | Japon      | 1          |        | 1      |                 |           |
| Vandenberg                | États-Unis | 7          | 7      |        |                 |           |
| Xichang                   | Chine      | 4          | 4      |        |                 |           |

#### Par type d'orbite
| Orbite                 | Lancements | Succès | Échecs | Orbite atteinte involontairement | Remarques                                                                             |
| ---------------------- | ---------- | ------ | ------ | -------------------------------- | ------------------------------------------------------------------------------------- |
| Basse                  |            |        |        |                                  |                                                                                       |
| Moyenne                |            |        |        |                                  |                                                                                       |
| Haute                  |            |        |        |                                  | dont Molnia, orbite de transfert vers la Lune, orbite elliptique à forte excentricité |
| Géosynchrone/transfert |            |        |        |                                  |                                                                                       |
| Héliocentrique         |            |        |        |                                  | dont orbite de transfert interplanétaire                                              |

## Survols et contacts planétaires
| Date        | Sonde spatiale | Événement                                       | Remarque                                        |
| ----------- | -------------- | ----------------------------------------------- | ----------------------------------------------- |
| 3 janvier   | Galileo        | 12e survol d'Europe                             |                                                 |
| 23 janvier  | Cassini        | survol de l'astéroïde (2685) Masursky           | distance 1,6 million de kilomètres              |
| 14 février  | NEAR Shoemaker | Mise en orbite autour de l'astéroïde (433) Éros |                                                 |
| 22 février  | Galileo        | 3e survol de Io                                 |                                                 |
| 20 mai      | Galileo        | 5e survol de Ganymède                           |                                                 |
| 28 décembre | Galileo        | 6e survol de Ganymède                           |                                                 |
| 30 décembre | Cassini        | survol de Jupiter                               | Étude et manœuvre d'assistance gravitationnelle |

### Sources
- (en) Jonathan McDowell, « Jonathan's Space Report », Jonathan's Space Page
- (en) Gunter Krebs, « Chronology of Space Launches », Gunter's Space Page